# È un reato, dottor Fell!
È un reato, dottor Fell! (titolo originale The Dead Man's Knock) è un romanzo giallo di John Dickson Carr del 1958. È il diciannovesimo della serie che ha come protagonista il dottor Gideon Fell.

## Trama
Al Queen's College, una piccola università situata in un sobborgo non distante da Washington, stanno accadendo dei fatti bizzarri. Benché il college sia semideserto per le vacanze estive, pare che qualcuno si stia divertendo a giocare alcuni dei tiri mancini tipici degli studenti. Ma qualche scherzo va troppo in là e rischia di sfociare in tragedia: alcuni docenti sono preoccupati e iniziano a domandarsi se dietro gli avvenimenti non si nasconda una volontà omicida. Al professor Mark Ruthven la faccenda degli scherzi interessa poco. È alle prese con i suoi problemi coniugali, tra la moglie Brenda che vuole lasciarlo per un affascinante bellimbusto e la conturbante Rose Lestrange, al centro dei pettegolezzi del college, che sembra volergli fare la corte. Ma quando Rose viene ritrovata morta nella camera da letto del suo piccolo cottage, pugnalata a morte, Ruthven è costretto a interessarsi del problema. Perché, se è vero che la stanza dove Rose apparentemente si è uccisa era chiusa a chiave dall'interno, è anche vero che un libro di Wilkie Collins, Armadale, che lui stesso aveva prestato alla donna la sera precedente, è scomparso ed è stato sostituito con un altro libro di Collins, La donna in bianco. Inoltre, Ruthven stava lavorando ad alcuni appunti e lettere dello scrittore inglese riguardanti proprio il modo di commettere un omicidio in una stanza chiusa a chiave dall'interno. La coincidenza è troppo forte, anche se apparentemente la polizia accetta la teoria del suicidio. Fortunatamente il celebre criminologo inglese dottor Fell è amico del rettore e si trova in vacanza negli Stati Uniti; toccherà a lui sbrogliare la matassa e mettere in relazione gli strani scherzi con un complicato delitto.

## Personaggi principali
- Mark Ruthven - professore di letteratura del Queen's College
- Brenda Ruthven - sua moglie
- Rose Lestrange - una donna affascinante
- Samuel Kent - preside del Dipartimento di Storia del Queen's College
- Caroline Kent - sua figlia
- Toby Saunders - fidanzato di Caroline
- Judith Walker - vedova del professor Walker del Queen's College
- Arnold Hewitt - rettore del Queen's College
- Frank Chadwick - giovane casanova
- Walter Henderson - tenente della polizia
- Dottor Gideon Fell - investigatore

## Edizioni
- John Dickson Carr, È un reato, dottor Fell!, traduzione di Rossana de Michele, I Classici del Giallo Mondadori (n. 960), Mondadori, 2003,  p. 233.